# Strambino
Strambino és un comune (municipi) de la ciutat metropolitana de Torí, a la regió italiana del Piemont, situat a uns 40 quilòmetres al nord-est de Torí. A 1 de gener de 2019 la seva població era de 6.290 habitants.
Strambino limita amb els següents municipis: Ivrea, Romano Canavese, Caravino, Vestignè, Mercenasco, Vische i Candia Canavese.